# Gos ratoner andalús

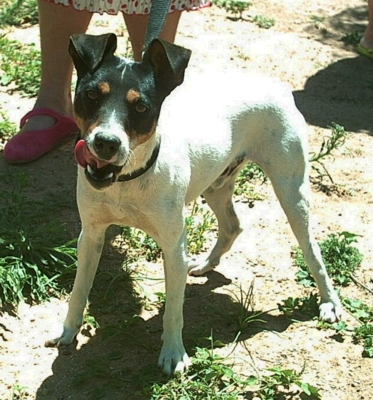
Gos ratoner andalús

El Gos ratoner andalús és una raça de gos de mida petita autòctona de l'Andalusia Occidental, especialment de la província de Cadis. El seu nom prové de la principal funció d'aquesta raça en els cellers del Marc de Jerez: la caça de ratolins que s'amaguen entre les bótes.

## Origen
L'origen d'aquesta raça es troba en els gossos terriers dels comerciants vitivinícoles anglesos que es van assentar a la zona de criança del Marc de Jerez (Jerez de la Frontera, Sanlúcar de Barrameda i El Puerto de Santa María) a finals del segle xviii i a principis del XIX. Aquests gossos (en la seva majoria Fox terrier de pèl llis o Fox Terrier Smooth) es van creuar amb els que s'utilitzaven en els cellers i quadres per a eliminar les rates i els ratolins que es trobaven allà. El resultat va ser l'obtenció de gossos molt dotats per a la caça de rosegadors i feristeles, que van ser creuats entre si i que aviat van aconseguir una gran homogeneïtat. El color seleccionat va ser el blanc, ja que això feia més fàcil distingir als gossos dins de la foscor habitual en les zones on desenvolupaven la seva feina.

## Morfologia
És un gos de mida mitjana, mesura entre 34,9 i 43 cm a la creu, amb una aparença molt similar a la del Terrier de Jack Russell, en la mesura en què a vegades ha estat anomenat l'espanyol Jack Russell. La raça és un gos àgil, prim i atlètic, el cap és triangular, amb un crani semiplà. Els ulls són molt foscos i el gos ratoner andalús té un llarg musell i orelles altes. La cua és tradicionalment acoblada a una quarta part de la seva longitud, però també poden néixer amb un bobtail natural. El pelatge és curt i dens, que sol ser blanc. Les marques facials són una barreja de marró, blanc i marques de color negre (conegut com a tricolor), en general tenen les celles de color marró, i sempre amb una màscara melànica negra.

## Reconeixement i normalització de la raça

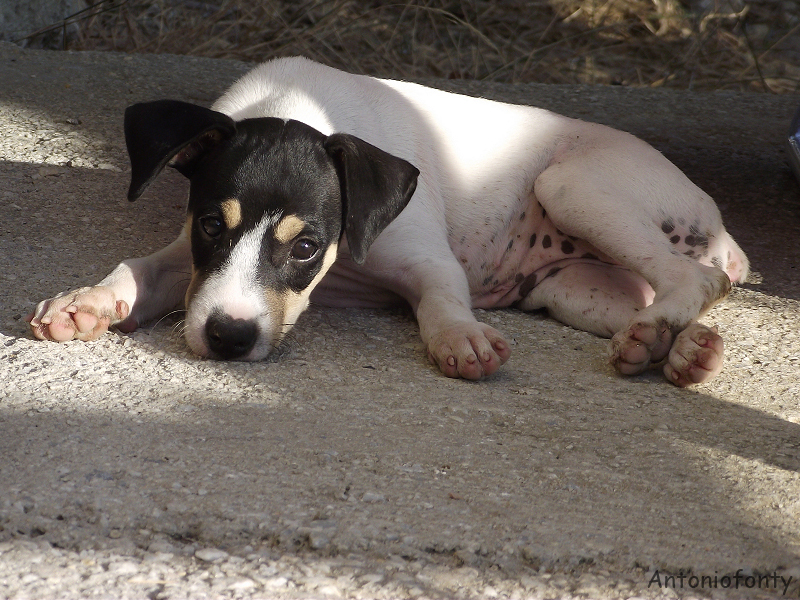
Cadell (femella)

L'octubre del 1983 el fundador de la raça, Bartolomé Benítez Pérez-Lluna, va presentar els primers estatuts de l'associació de criadors davant del Ministeri de l'Interior d'Espanya. És a partir d'aquest moment en què neix el Club Nacional del Gos Ratoner Andalús. Després de la primera presa de contacte amb els estaments cinòfils a Andalusia, es crea un grup de treball amb l'objecte de recórrer la geografia andalusa per la presentació de la raça, amb la participació en demostracions de diferents exposicions canines, exposicions ramaderes i fires de bestiar. Un altre pas destacat en aquesta etapa de la raça és la localització, mesurament i control dels exemplars existents per a la posterior elaboració de l'estàndard oficial de la raça. En aquest apartat cal destacar la col·laboració mostrada per criadors de la raça com Manuel Clemente, Nicolás Domecq, Anton Mateu, els germans Lavi, els germans Cuevas..., tots ells dedicats d'una forma o altra a l'agricultura o a la ramaderia, reducte on es trobava el Ratoner Andalús. Després d'una àrdua tasca de control i amb la inestimable col·laboració de la Facultat de Veterinària de Còrdova, s'arriba a la redacció del primer estàndard oficial de la raça el 1997, el qual va ser aprovat durant l'assemblea extraordinària del Club Nacional del Gos Ratoner Andalús al gener del 1998, sent president Bartolomé Benítez i havent-se incorporat al club un grup d'aficionats com Sebastián Guzmán, Manuel Mateo, Juan Antonio Jaén Téllez, etc., els quals li van donar a la raça el definitiu impuls per al posterior reconeixement d'aquesta.
Coincidint amb el mandat com a Ministre d'Agricultura Miguel Arias Cañete, el Club del Ratoner Andalús va sol·licitar a aquest estament el reconeixement de la raça. Cal destacar que és a petició d'aquesta associació pel que es desenvolupa i s'aprova el decret de llei que regula les races canines autòctones i les associacions de criadors, participant com a col·laborador i assessor de les mateixes el president i fundador de la raça. Al setembre del 2000, davant la presència del ministre d'Agricultura i la Reial Societat Canina d'Espanya a Jerez de la Frontera, va reconèixer la raça, aprovant l'estàndard proposat pel club i englobant-la en el Grup III, secció 1a: Terrier # Secció 1: Terriers de talla gran i mitjana.
La raça no està reconeguda per la Federació Cinològica Internacional ni per cap altre organisme Cinològic internacional.